# Tournemire, Aveyron
Tournemire là một xã ở tỉnh Aveyron, thuộc vùng Occitanie ở miền nam nước Pháp.